# Mario Betti
Mario Betti (Bagni di Lucca, 21 marzo 1875 – Bologna, 13 maggio 1942) è stato un chimico italiano.

## Biografia
Fratello gemello di Adolfo Betti, violinista, ereditò dal padre Adelson la farmacia di famiglia.
Si è laureato all'Università di Pisa nel 1897. È stato docente di Chimica Generale alle università di Firenze, Cagliari, Siena e Genova. Nel 1923 si è trasferito all'Università di Bologna, come successore di Giacomo Ciamician, e nel 1929 è stato nominato Preside della Facoltà di scienze fisiche matematiche e naturali.
È stato membro del Consiglio Superiore dell'Educazione Nazionale, del Comitato chimico del Consiglio Nazionale delle Ricerche, del Consiglio della Union Internationale de Chimie. È stato socio dell'Accademia dei Lincei e uno dei Quaranta della Società Italiana delle Scienze.
Ha compiuto studi nel campo dalla chimica organica. Ha ideato una reazione generale di sintesi di derivati eterociclici, che viene indicata come "reazione di Betti". Ha compiuto studi innovativi sulle basi organiche, sullo sdoppiamento in antipodi ottici di molti composti, sulle reazioni di ossidazione spontanea.
Ha compiuto studi sui rapporti fra struttura chimica e potere rotatorio degli elementi e sulle qualità delle acque minerali e delle acque termali.
Nel 1939 è stato nominato Senatore nella XXX legislatura del Regno d'Italia.